# Йохан Бернхард фон Рехберг
Йохан Бернхард Евстах Лудвиг Йозеф Херман Йохан Непомук Карл Антон Вилибалд Август граф фон Рехберг-Ротенльовен-Хоенрехберг (на немски: Johann Bernhard Eustach Ludwig Joseph Hermann Johann Nepomuk Karl Anton Willibald August Graf von Rechberg und Rothenlöwen zu Hohenrechberg; * 17 юли 1806, Регенсбург; † 26 април 1899, замък Кетенхоф/Швехат при Виена) от благородническия швабски род Рехберг, е граф на Рехберг и Ротенльовен, в Хоенрехберг (при Швебиш Гмюнд), дипломат, императорски посланик, австрийски външен министър (от 21 август 1859 до 27 октомври 1864), австрийски министър президент (1859 – 1861), доживотен член на Херенхауз на австрийския имперски съвет по времето на император Франц Йосиф I.

## Биография
Той е вторият син на граф Алойз фон Рехберг (1766 – 1849), външен министър (1817 – 1825), и съпругата му графиня Мария Анна фон Шлитц фон Гьортц (1778 – 1825), дъщеря на дипломата граф Йохан Евстах фон Шлитц-Гьортц (1737 – 1821) и фрайин Каролина фон Уехтритц (1749 – 1809). Брат е на Алберт фон Рехберг (1803 – 1885).
Йохан Бернхард започва през 1828 г. австрийска дипломатическа служба и работи в посолствата в Берлин, Лондон и Брюксел. През 1841 г. той е посланик в Стокхолм, а през 1843 г. в Рио де Жанейро. През 1851 г. фон Рехберг е интернунций в Константинопол, от 1853 г. при граф Радецки в цивилното управление на Ломбардия и Венето.
От 1859 до 1864 г. фон Рехберг е австрийски външен министър и от 1859 до 1861 г. също министър-президент.
Умира на 92 години на 26 април 1899 г. в резиденцията си дворец Кетенхоф/Швехат при Виена.

## Фамилия
Йохан Бернхард се жени на 26 юли 1834 г. в Донцдорф за леди Барбара Джонес (* 8 юни 1813, Ранелаг Хус; † 27 май 1894, Лондон). Те имат един син:
- Алойз (Луис) фон Рехберг-Ротенльовен-Хоенрехберг (* 4 юли 1835, Дармщат; † 28 януари 1877, Залцбург), граф, имперски и императорски кемерер, женен на 11 януари 1864 г. във Виена за ландграфиня Алойзия Луиза Мария фон Фюрстенберг (* 1 август 1840, Вайтра; † 6 юли 1925), дъщеря на ландграф Йохан Непомук фон Фюрстенберг-Вайтра (1802 – 1879) и принцеса Каролина Йохана Мария фон Ауершперг (1809 – 1900)[5]